# ハルキウへのクラスター爆撃 (2022年4月)
ハルキウへのクラスター爆撃（ハルキウへのクラスターばくげき）は、2022年ロシアのウクライナ侵攻中のハルキウの戦いにおいて、2022年4月15日にロシア軍がウクライナのハルキウに行った爆撃。市民9人が死亡し、35人以上が負傷した。
ロシア軍は9N210/9N235クラスター爆弾を使用しており、人口密集地域への無差別攻撃により、アムネスティ・インターナショナルは、爆撃が戦争犯罪である可能性があるとの見解を示した。

## 爆撃
ハルキウの戦いにおいて、2022年4月15日の午後に、ロシア軍はIndustrialnyi Districtに向かって9N210/9N235クラスター爆弾を発射し、Myru Streetの住宅地と遊び場を爆撃した。屋外にいた市民は身を守るために地面に身体を伏せたが、爆撃により9人が死亡し、子どもを含む35人以上が負傷した。地元の病院には鉄棒や爆弾の破片で手足に負傷した市民が搬送された。爆撃当時、4歳の娘と遊び場を歩いていた夫婦のうち、爆弾の破片が肺と脊椎、腹部に直撃した母親が死亡した。また、16歳の少年も死亡した。胸には1センチメートルの傷があった。Haribaldi Streetでは、建物の玄関で、高齢女性2人が死亡した。最終的に、クラスター爆弾は、700平方メートルの範囲で爆発した。

## 調査
アムネスティ・インターナショナルは、無差別であるためにオスロ条約とオタワ条約で禁止されている対人地雷と9N210/9N235クラスター爆弾をロシア軍が繰り返し使用していた証拠を発見し、市民が死亡した無差別攻撃が戦争犯罪であるとの結論を下した。